# Thiago Moura
Thiago Júlio Souza Alfano Moura (* 27. November 1995 in São Paulo) ist ein brasilianischer Leichtathlet, der sich auf den Hochsprung spezialisiert hat. 2022 feierte er mit dem Sieg bei den Südamerikaspielen seinen größten Erfolg.

## Sportliche Laufbahn
Erste internationale Erfahrungen sammelte Thiago Moura im Jahr 2012, als er bei den Jugendsüdamerikameisterschaften in Mendoza mit übersprungenen 2,07 m die Silbermedaille gewann. Im Jahr darauf belegte er bei den Panamerikanischen-Juniorenmeisterschaften in Medellín mit 2,10 m den fünften Platz und erreichte anschließend bei den Juniorensüdamerikameisterschaften in Resistencia mit 2,06 m Rang vier. 2019 wurde er bei den Südamerikameisterschaften in Lima mit 2,10 m Vierter und 2020 gewann er bei den erstmals ausgetragenen Hallensüdamerikameisterschaften in Cochabamba mit einer Höhe von 2,19 m die Bronzemedaille hinter seinem Landsmann Fernando Ferreira und Eure Yáñez aus Venezuela. 2021 gewann er dann bei den Südamerikameisterschaften in Guayaquil mit 2,23 m die Silbermedaille hinter Landsmann Fernando Ferreira und nahm daraufhin an den Olympischen Spielen in Tokio teil, schied dort aber mit 2,21 m in der Qualifikationsrunde aus.
2022 siegte er bei den Hallensüdamerikameisterschaften in Cochabamba mit übersprungenen 2,22 m und anschließend belegte er bei den Hallenweltmeisterschaften in Belgrad mit neuem Südamerikarekord von 2,31 m den fünften Platz. Im Mai gewann er bei den Ibero-Amerikanischen Meisterschaften in La Nucia mit 2,26 m die Silbermedaille hinter dem Mexikaner Edgar Rivera und anschließend schied er bei den Weltmeisterschaften in Eugene mit 2,25 m in der Qualifikationsrunde aus. Im Oktober nahm er an den Südamerikaspielen in Asunción teil und siegte dort mit einem Sprung über 2,19 m. Im Jahr darauf gelangte er bei den Panamerikanischen Spielen in Santiago de Chile mit 2,18 m auf Rang neun und 2024 gewann er bei den Hallensüdamerikameisterschaften in Cochabamba mit 2,15 m die Silbermedaille hinter seinem Landsmann Fernando Ferreira. Im Mai sicherte er sich bei den Ibero-Amerikanischen Meisterschaften in Cuiabá mit 2,20 m die Silbermedaille hinter dem Mexikaner Edgar Rivera. 2025 siegte er mit 2,22 m bei den Hallensüdamerikameisterschaften in Cochabamba sowie Ende April mit 2,16 m bei den Südamerikameisterschaften in Mar del Plata.
In den Jahren 2020 und 2022 wurde Moura brasilianischer Meister im Hochsprung.